# Église Saint-Théodore de Iaroslavl
L'église Saint-Théodore (en russe : Фёдоровская церковь, Fiodorovskaïa tserkov, dite aussi « église de l'icône de Notre-Dame ») est une église paroissiale de la ville de Iaroslavl. Elle est construite sur quatre piliers, couverte de cinq coupoles et se trouve sur la rive droite de la rivière Kotorosl. Sa construction date de 1682-1687. 
De 1987 jusqu'à la consécration de la nouvelle cathédrale de l'Assomption en 2010, elle remplit les fonctions de cathédrale de l'éparchie de Iaroslavl et Rostov Veliki. Dans la même paroisse, se trouvent aussi l'église Saint-Nicolas-Penski (ru) voisine de celle de Saint-Théodore et l'église baptismale contemporaine de l'apôtre de Vladimir (1999). 

## Construction de l'église
Comme il était fréquent dans l'ancienne Russie, l'église paroissiale fut réalisée, pour partie, par tous les habitants de la paroisse de Nicolas Penski. Quand les fondations furent prêtes, grâce aux dons de tous les habitants, il fut fait appel à des maçons professionnels pour construire les murs. Rodion Leontiev Eremine finança la suite des travaux, quand les murs furent élevés jusqu'aux fenêtres. Le Métropolite consacra l'église en 1687, la même année que la célèbre église Saint-Jean-Baptiste.

## Décoration de l'église

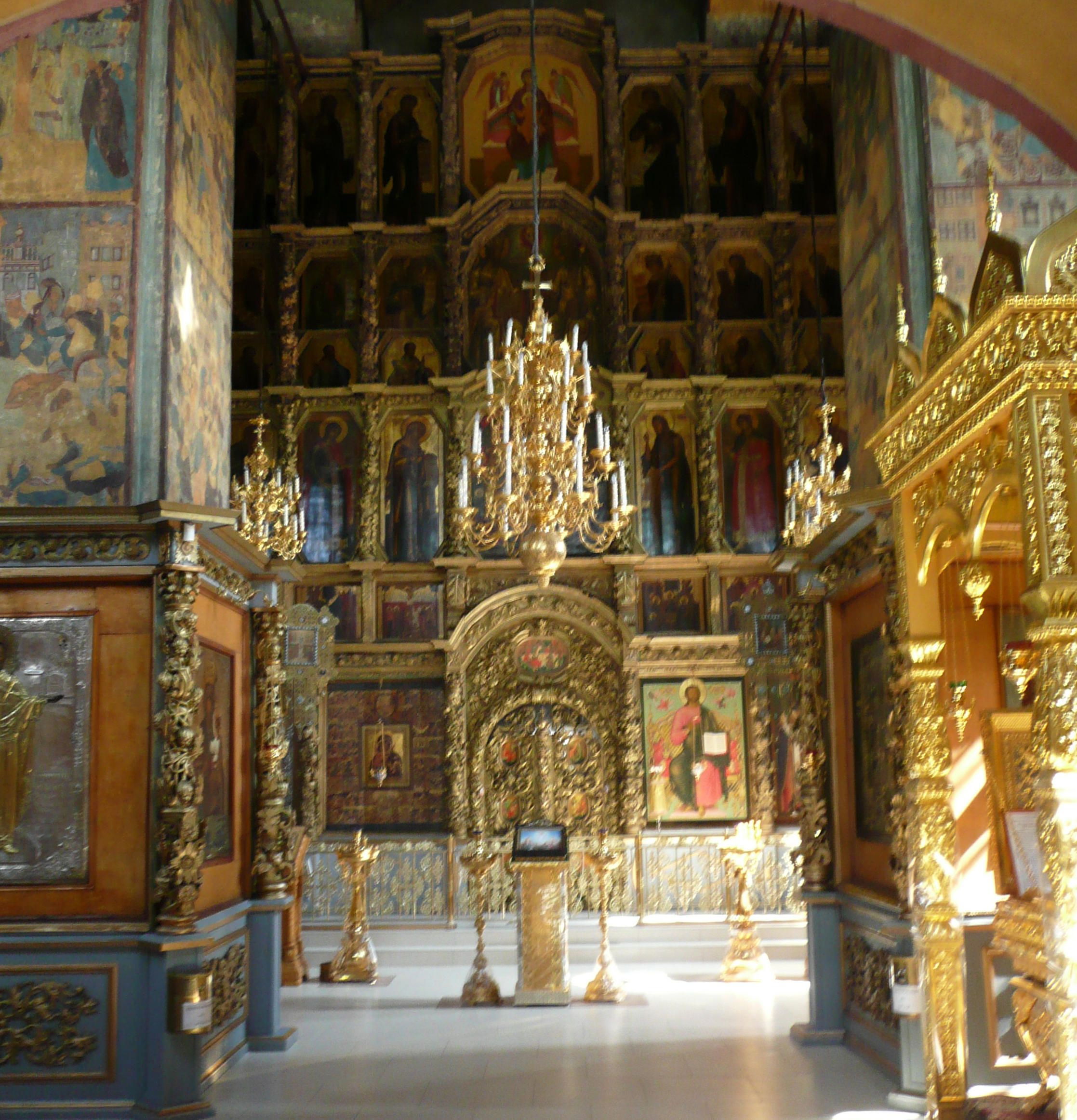
Intérieur de l'église Saint-Théodore

À l'inverse de la sobriété des formes à l'extérieur, l'intérieur de l'église est très riche en icônes (dont celle de Notre-Dame appelée : « Mère de Dieu de Théodore »), en iconostases, portes décorées, fresques murales. Ces dernières sont dues notamment à Fiodor Ignatiev.

## Particularités architecturales
L'église Saint-Théorore du fait de ses caractéristiques est un exemple typique de l'étape de maturité dans le développement de l'architecture des églises de Iaroslavl, marqué par la sobriété du décor extérieur (probablement du fait qu'elle fut construite non par de riches marchands mais par toute la communauté des fidèles). Sa dimension est relativement imposante (largeur : 18 mètres sur 24 mètres), ses formes sont sobres. Les entrées furent d'abord ouvertes sur 3 côtés (ouest, nord et sud). Elles avaient la forme de petites ailes. Au début du XVIIIe siècle, elles furent démolies, et remplacées par quatre petites galeries couvertes et étroites. La grande aile ouest avec son arcade triple fut ajoutée en 1736. 
Les cinq bulbes de l'église lui donnent une silhouette légère par la hauteur des tambours qui les supportent. La hauteur de ceux-ci et des bulbes est de 22 mètres et dépasse celle de la base qui fait 14 mètres. La hauteur totale de l'église (jusqu'à la croix au sommet) est de 36 mètres, soit deux fois plus qu'un des côtés de la base du bâtiment. Les façades de l'église sont décorées d'une ceinture d'arcatures décoratives, soulignées par plusieurs rangées de briques (V. F. Маrov). Ses proportions sont parmi les plus harmonieuses de celles des églises de Iaroslavl.

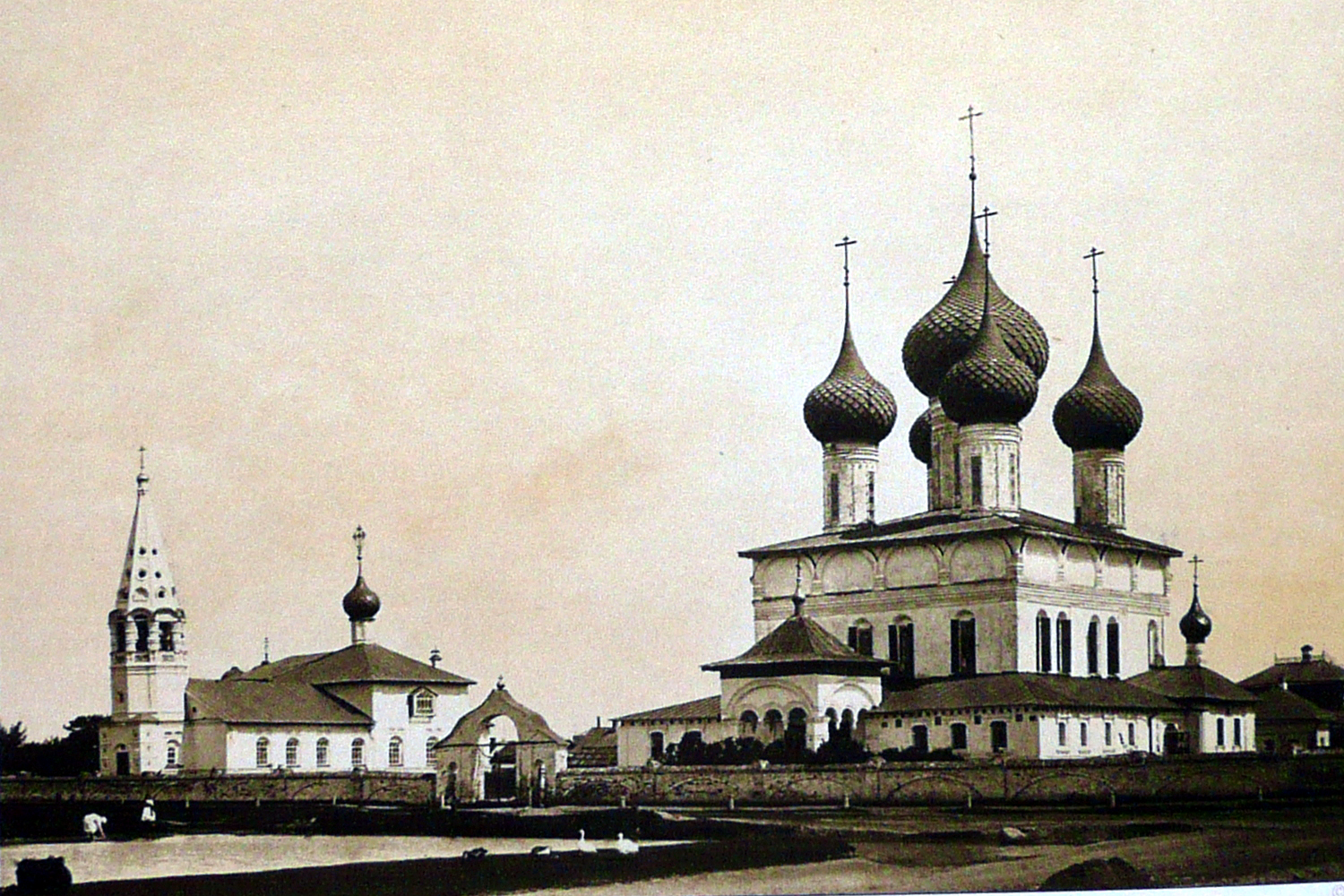
L'église Saint-Théodore et l'église Nicolas-Penski en 1880